# Unleashed (album, Skillet)
Unleashed je deváté studiové album americké křesťanské rockové skupiny Skillet. Album vyšlo v roce 2016.

## Seznam skladeb
| Pořadí         | Název                | Autor                                      | Délka |
| -------------- | -------------------- | ------------------------------------------ | ----- |
| 1.             | Feel Invincible      | John L. Cooper, Seth Mosley                | 3:50  |
| 2.             | Back From the Dead   | J. Cooper, Korey Cooper                    | 3:34  |
| 3.             | Stars                | J. Cooper, K. Cooper, Jason Ingram, Mosley | 3:46  |
| 4.             | I Want to Live       | J. Cooper, K. Cooper                       | 3:29  |
| 5.             | Undefeated           | J. Cooper, Kane Churko, Kevin Churko       | 3:36  |
| 6.             | Famous               | J. Cooper, Mosley, Sam Tinnesz             | 3:18  |
| 7.             | Lions                | J. Cooper, K. Cooper, Mia Fieldes, Mosley  | 3:25  |
| 8.             | Out of Hell          | J. Cooper, Kane Churko, Kevin Churko       | 3:34  |
| 9.             | Burn it Down         | J. Cooper, K. Cooper, Mosley               | 3:16  |
| 10.            | Watching for Comets  | J. Cooper, K. Cooper                       | 3:29  |
| 11.            | Saviors of the World | J. Cooper, K. Cooper                       | 3:46  |
| 12.            | The Resistance       | J. Cooper, K. Cooper, S. Mosley            | 3:52  |
| Celková délka: | Celková délka:       | Celková délka:                             | 42:55 |

## Obsazení
- John Cooper – zpěv, basová kytara
- Korey Cooper – klávesy (1, 2, 4, 10, 11, 12), programování (1, 2, 4, 9–12), kytary (3, 5–8)
- Seth Morrison – kytary
- Jen Ledger – bicí, zpěv